# Emre Demir
Emre Demir (Mersina, 15 gennaio 2004) è un calciatore turco, centrocampista del Sakaryaspor, in prestito dal Fenerbahçe, e della nazionale Under-21 turca.

## Caratteristiche tecniche
È un centrocampista offensivo.
Nel 2021, è stato inserito nella lista "Next Generation" dei sessanta migliori talenti nati nel 2004, redatta dal quotidiano inglese The Guardian.

## Carriera

### Club
Muove i suoi primi passi nelle giovanili del Mersin İ. Yurdu, prima di essere tesserato dal Kayserispor nel 2012. Esordisce in prima squadra il 22 gennaio 2019 contro l'Akhisar Belediyespor, incontro di Türkiye Kupası, subentrando all'86' al posto di Şamil Cinaz. Il 9 novembre va a segno contro il Gençlerbirliği, diventando il più giovane marcatore nella storia della Süper Lig a 15 anni e 299 giorni.
Il 23 settembre 2021 passa al Barcellona in cambio di 2 milioni di euro, che lo aggrega alla formazione riserve.

### Nazionale
Ha giocato numerose partite con le varie nazionali giovanili turche.

## Statistiche

### Presenze e reti nei club
Statistiche aggiornate al 23 giugno 2023.
| Stagione           | Squadra            | Campionato         | Campionato | Campionato | Coppe nazionali | Coppe nazionali | Coppe nazionali | Coppe continentali | Coppe continentali | Coppe continentali | Altre coppe | Altre coppe | Altre coppe | Totale | Totale | Totale |
| Stagione           | Squadra            | Comp               | Pres       | Reti       | Comp            | Pres            | Reti            | Comp               | Pres               | Reti               | Comp        | Pres        | Reti        | Pres   | Reti   |        |
| ------------------ | ------------------ | ------------------ | ---------- | ---------- | --------------- | --------------- | --------------- | ------------------ | ------------------ | ------------------ | ----------- | ----------- | ----------- | ------ | ------ | ------ |
| 2018-2019          | Kayserispor        | SL                 | 1          | 0          | TK              | 1               | 0               | -                  | -                  | -                  | -           | -           | -           | 1      | 0      |        |
| 2019-2020          | Kayserispor        | SL                 | 11         | 1          | TK              | 2               | 0               | -                  | -                  | -                  | -           | -           | -           | 11     | 1      |        |
| 2020-2021          | Kayserispor        | SL                 | 14         | 0          | TK              | 2               | 2               | -                  | -                  | -                  | -           | -           | -           | 16     | 2      |        |
| 2021-2022          | Kayserispor        | SL                 | 4          | 0          | TK              | 3               | 1               | -                  | -                  | -                  | -           | -           | -           | 7      | 1      |        |
| Totale Kayserispor | Totale Kayserispor | Totale Kayserispor | 30         | 1          |                 | 8               | 3               |                    | -                  | -                  |             | -           | -           | 38     | 4      |        |
| 2022-gen. 2023     | Barcellona B       | PF-RFEF            | 2          | 0          | -               | -               | -               | -                  | -                  | -                  | -           | -           | -           | 2      | 0      |        |
| gen.-giu. 2023     | Samsunspor         | 1L                 | 2          | 1          | -               | -               | -               | -                  | -                  | -                  | -           | -           | -           | 2      | 1      |        |
| Totale carriera    | Totale carriera    | Totale carriera    | 34         | 2          |                 | 8               | 3               |                    | -                  | -                  |             | -           | -           | 42     | 5      |        |

### Record
- Giocatore più giovane ad aver segnato in Süper Lig (15 anni e 299 giorni).[6]